# 平野卿子
平野 卿子（ひらの きょうこ、1945年2月23日 - ）は、日本の翻訳家。
神奈川県横浜市生まれ。お茶の水女子大学卒業、東京都立大学大学院独文科中退後、ドイツのテュービンゲン大学留学。児童文学、小説、ノンフィクションを翻訳。『キャプテン・ブルーベアの13と1/2の人生』（でドイツからレッシング翻訳賞を受賞。

## 著書
- 『肌断食 スキンケア、やめました』（河出書房新社） 2013
- 『三十一文字で詠むゲーテ』（飛鳥新社） 2013

### 翻訳
- 『もじゃもじゃあたまのかいぞくたち』（マルグレート・レティッヒ、金の星社） 1986
- 『しあわせはこぶハッピッピ』（J・リヒター、文研出版） 1987
- 『転校生ロベルトとひみつの友だち』（パウル・マール、金の星社） 1988
- 『ぼくはきみが好き』（A・ブレーガー、金の星社） 1988
- 『葉っぱのきもち』（ヨゼフ・グッゲンモース、ほるぷ出版） 1989
- 「金ぱつフランツ」（クリスティーネ=ネストリンガー、偕成社、幼年翻訳どうわ）

1)『フランツまいごになる』 1989
2)『丸がりフランツずるするな!』 1989
3)『1年ぼうずもらくじゃない』 1990
4)『やったね!1年生のしゅくだい作戦』 1990
5)『フランツおばけをこらしめる』 1991
7)『フランツはじめて恋をする』 1992
8)『うちのテレビはちょう能力?』 1995
- 『むくいぬのツォッテルとカラスのラーベ』（リロ・フロム、岩崎書店） 1989
- 『核分裂を発見した人 リーゼ・マイトナーの生涯』（シャルロッテ・ケルナー、晶文社） 1990
- 『テオの家出』（ペーター・ヘルトリング、文研出版） 1990
- 『手のなかのすずめ』（アンネゲルト・フックスフーバー、ほるぷ出版） 1990
- 『ぼく、とりをかっていい?』（マルティン・アウアー、ほるぷ出版） 1990
- 『ジグザグ村のヒーロー』（イゾルデ・ハイネ、文研出版） 1991
- 「おとぼけアンナ」（マンフレート・マイ、リブリオ出版）

1)『パパ、とりかえっこしない?』 1991
2)『ママはお休み』 1991
3)『にちようとすごす日よう日』 1991
4)『アンナとかわいいおとうと』 1992
- 『かべにプリンをうちつけろ』（クリスティーネ・ネストリンガー、ほるぷ出版） 1992
- 「そばかすジェシー」（ミリアム・プレスラー、リブリオ出版）
1)『はじめてのボーイフレンド』 1992
2)『ジェシーと七つのねがいごと』 1992
3)『ジェシーとめがねじけん』 1992
- 『ついてる、ついてないマックス』（ヴァルター・ヴィッパースベルク、講談社） 1992
- 『ねずみの友だちから学んだこと 北アメリカのインディアンのくらし』（カリン・フォン・ヴェルク、リブリオ出版、子どものための民族学） 1992
- 「アボンリーへの道」（ルーシー・モード・モンゴメリ原作、金の星社）
2)『ストーリー・ガール誕生』（G・ハミルトン） 1993、のちフォア文庫　
8)『魔女の妙薬』（G・ハミルトン） 1994
13)『のろわれたバイオリン』（H・コンキー） 1995
18)『動かぬ証拠』（H・コンキー） 1995
- 『ねえ、だれがこどもをつくるの?』（ヤーノシュ、講談社） 1993
- 『さらわれた王子さまと庭師の娘』（ゲルハルト・ホルツ・バウマート、講談社） 1994
- 『ぼく、ブタになっちゃった!』（ラルフ・ブチュコウ、岩崎書店） 1994
- 『ゆきのよるのおきゃくさま』（ティルデ・ミヒェルス、宝島社） 1994
- 『わたしの天国でまた会いましょうね』（クリステル&イザベル・ツァヘルト、集英社） 1994、のち文庫
- 『わたしは憧れているのアンネ・フランク』（ミリヤム・プレスラー、ほるぷ出版、シリーズ<生き方の研究>） 1994
- 『あたしのスーパーマックス』（ラルフ・ブチュコウ、岩崎書店） 1995
- 『アンネ・フランクからあなたに 踏みにじられた少女の生命』（リチャード・アムダー、講談社） 1995
- 『水の精SOSを発する』（J・ペストゥム、文研出版） 1995
- 『レナとお月さま』（ヘルムート・ザコウスキー、講談社） 1995
- 『女薬剤師』（イングリート・ノル、集英社） 1996
- 『夕ごはんまでの五分間』（イヴァ・プロハースコヴァー、偕成社） 1996
- 『ロミー・シュナイダー事件』（ミヒャエル・ユルクス、集英社） 1996
- 『思いがけない贈り物』（エヴァ・ヘラー、講談社） 1997
- 『南京の真実』（ジョン・ラーベ、エルヴィン・ヴィッケルト編、講談社） 1997、のち文庫
- 『日曜日だけのママ』（グードルン・メブス、講談社青い鳥文庫） 1997
- 『ぼくらさんびきぼうけんたい』（ヘルメ・ハイネ、小学館） 1997
- 『誰からも好かれようとする女たち モナリザ・シンドローム、微笑みの心理』（ウーテ・エーアハルト、講談社） 1998、のち講談社+α文庫
- 『ビヨンド・サイレンス』（カロリーヌ・リンク、集英社） 1998
- 『ほら男爵の冒険』（ビュルガー編、小学館） 1998
- 『湖が青く輝くとき』（ユッタ・トライバー、講談社） 1998
- 『花粉の部屋』（ゾエ・イェニー、新潮社） 1999
- 『どこにいるの、おじいちゃん?』（アメリー・フリート、偕成社） 1999
- 『見えない道のむこうへ』（クヴィント・ブーフホルツ、講談社） 1999
- 『もう闇のなかにはいたくない 自閉症と闘う少年の日記』（ビルガー・ゼリーン、草思社） 1999
- 『クレイジー』（ベンヤミン・レーベルト、文藝春秋） 2000
- 『特技は殺人』（イングリート・ノル、集英社文庫） 2000
- 『光の子がおりてきた』（ポーラ・フォックス、金の星社） 2000
- 『毎日のわたしに自信が持てる20の方法』（ウーテ・エーアハルト、講談社） 2000
- 『王女さまは4時におみえになる ある愛のお話』（ヴォルフディートリヒ・シュヌレ、偕成社） 2001
- 『おはなしのくすり箱 子どもと読む』（コルネリア・ニッチュ、PHP研究所） 2001、のち文庫
- 『耳をすませば』（エルケ・ハイデンライヒ、講談社、世界の子どもライブラリー） 2001
- 『ゼルプの欺瞞』（ベルンハルト・シュリンク、小学館） 2002
- 『マサイの恋人』（コリンヌ・ホフマン、講談社） 2002
- 『私だって言ってみたい! 人生が楽になる女たちの名文句』（タニア・シュリー,フーベルトゥス・ラーベ編、講談社） 2002
- 『北朝鮮を知りすぎた医者 脱北難民支援記』（ノルベルト・フォラツェン、草思社） 2003
- 『灼熱』（シャーンドル・マーライ、集英社） 2003
- 『アナ=ラウラのタンゴ パパの謎を追って』（ヨアヒム・フリードリヒ、ポプラ社） 2004
- 『女なしのほうが幸せな57の理由』（イェンス・オリバー・ハース、草思社） 2004
- 『子どもが育つ魔法の言葉 for mother and father』（ドロシー・ロー・ノルト、PHP研究所） 2004、のち文庫
- 『子どもが育つ魔法の言葉 for the family』（ドロシー・ロー・ノルト、PHP研究所） 2004、のち文庫
- 『北朝鮮を知りすぎた医者　金正日への最後通告』（ノルベルト・フォラツェン、草思社） 2005
- 『キャプテン・ブルーベアの13と1/2の人生』（ヴァルター・メアス、河出書房新社） 2005
- 『幸せの公式 人生を楽しむ「脳力」を育てましょう』（シュテファン・クライン、講談社） 2005
- 『「生意気な女」になるための20の方法』（ウーテ・エーアハルト、講談社+α文庫） 2005
- 『二人の王子とドラゴン』（タンヤ・キンケル、サンマーク出版） 2006
- 『凍える森』（アンドレア・M・シェンケル、集英社文庫） 2007
- 『もの忘れの達人たち ほら、あの～、そうそれそれっが出たとき読む本』（トム・フリードマン、集英社） 2007
- 『アンディとマルワ イラク戦争を生きた二人の子ども』（ユルゲン・トーデンヘーファー、岩波書店） 2008
- 『ボーアウト 社内ニート症候群』（フィリップ・ロートリン,ペーター・R・ヴェルダー、講談社） 2009
- 『もっと時間があったなら! 時間をとり戻す6つの方法』（シュテファン・クライン、岩波書店） 2009
- 『子どもといっしょに育つ魔法の言葉 幸せな家庭をつくるために』（ドロシー・ロー・ノルト、PHP研究所） 2010
- 『トーニオ・クレーガー 他一篇』（トーマス・マン、河出文庫） 2011
- 『あたしのカルマの旅』（ダーヴィット・ザフィア、サンマーク出版） 2013
- 『ハイジ』（ヨハンナ・シュピリ、マーヤ・デュシコーヴァ絵、講談社の翻訳絵本） 2013
- 『もうなかないよ、クリズラ』（ゼバスティアン・ロート、冨山房）  2013